# Andrzej Szcześniak (generał)
 Andrzej Szcześniak  (ur. 15 marca 1955 w Łodzi) – polski strażak, nadbrygadier Państwowej Straży Pożarnej.

## Życiorys
Od 23 lutego 2011 do 29 stycznia 2016 był dolnośląskim komendantem wojewódzkim Państwowej Straży Pożarnej we Wrocławiu. 2 maja 2015 odebrał akt mianowania na stopień nadbrygadiera z rąk prezydenta RP Bronisława Komorowskiego.

## Wybrane odznaczenia
- Złoty Krzyż Zasługi[1],
- Srebrny Medal „Za zasługi dla obronności kraju”[1],
- Złoty Medal za Długoletnią Służbę[1]